# Barka (Stiftung)
Die Stiftung Barka (polnisch Fundacja Pomocy Wzajemnej „Barka“) ist eine polnische karitative Hilfsorganisation.
Gegründet von Maria Garwolin im Jahr 1989 hat sie ihren Hauptsitz in Posen unter ihrem Vorsitzenden, dem Psychologen Tomasz Sadowski. Sie leistet in ganz Polen und im europäischen Ausland Sozialarbeit im Bereich vernachlässigter sozialer Gruppen, unterhält unter anderem Pflegeheime und bekämpft die so genannte soziale Ausgrenzung. Sie finanziert sich ausschließlich aus staatlichen Zuschüssen und europäischen Fördermitteln.
Von der Stiftung realisierte Aktivitäten sind:
- Gesellschaftliche Sozialprogramme
- Sozialpädagogik
- Schaffung neuer Arbeitsplätze für Langzeitarbeitslose
- Bezahlbares Wohnen

In England ist sie seit dem Jahr 2007 tätig. Besonders in den Londoner Boroughs Hammersmith und Fulham betreibt sie so genannte aufsuchende Sozialarbeit. Sie sucht gestrandete Osteuropäer zur Rückkehr in ihre Heimatländer zu bewegen.